# 黄埔军校第二分校旧址
黄埔军校第二分校旧址位于湖南省邵阳市武冈市。由中山堂、法相岩、李明灏将军故居三处文物点组成。是黄埔军校第二分校在1938年秋迁至武冈后的校址。
2013年3月，中国国务院公布为第七批全国重点文物保护单位（近现代重要史迹及代表性建筑）。

## 相关
- 黄埔军校第二分校曲塘分部旧址——曲塘杨氏宗祠
- 黄埔军校第二分校第十四军官总队旧址——尹氏宗祠